# Васил Чапразов
Васил Чапразов е български общественик от ромски произход.

Роден е на 15 май 1945 г. в Сливен, където завършва Текстилния техникум, а по-късно и „Българска филология“ във Великотърновския университет „Св. св. Кирил и Методий“. Работил е като строителен работник, учител, журналист.
Чапразов е изявен лидер на ромите в България. Главен редактор на в. „Дром Дромендар“ и сп. „О Рома“. Член е на Българския хелзинкски комитет.